# Disney Magical World
Disney Magical World (ディズニー マジックキャッスル マイ・ハッピー・ライフ, Disney Magic Castle: My Happy Life) est un jeu vidéo de simulation de vie développé par h.a.n.d. et Bandai Namco Games, édité par Namco et Nintendo. Il est sorti en 2013 sur Nintendo 3DS.
Il a pour suite Disney Magical World 2.

## Système de jeu
Le joueur s'aventure dans l'univers magique de Disney. Il vit dans le Village enchanté en compagnie de Mickey, Minnie, Donald, Dingo, Pluto, Daisy et d'autres personnages tout en obtenant des autocollants et en accomplissant des quêtes dans différents mondes.

## Accueil
- Jeuxvideo.com : 14/20[1]